# 竹内里紗 (映画監督)
竹内 里紗（たけうち りさ、1991年 - ）は日本の映画監督、脚本家。スターダストプロモーション関連のSTARDUST CREATORS所属。
神奈川県藤沢市出身。立教大学現代心理学部映像身体学科卒業、映画美学校フィクションコース第17期初等科修了。東京芸術大学大学院映像研究科映画専攻監督領域修了。

## 略歴
立教大学現代心理学部映像身体学科にて教授の万田邦敏のもとで劇映画の演出を学び、ゼミや自主映画製作サークル「シネマトグラフ」にて映画製作を開始する。同級生2人と共同制作した卒業制作作品『みちていく』は2014年の第15回TAMA NEW WAVEにてグランプリ、うえだ城下町映画祭第12回自主制作映画コンテストにて大賞を受賞し、翌2015年6月に劇場公開される。
2015年3月に大学を卒業し、制作により集中できる環境を求め東京芸術大学大学院映像研究科映画専攻監督領域へ進学。修了作品として制作した『みつこと宇宙こぶ』は2017年の第11回田辺・弁慶映画祭にて小松未来が女優賞を受賞し、翌2018年5月から6月に「田辺・弁慶映画祭セレクション2018」の一環として特集が組まれる。

## フィルモグラフィー

### 映画
- みちていく（2014年） - 監督・脚本
- 感光以前（2015年） - 監督・脚本
- FOLLOW（2016年） - 監督・脚本
- 渦（2015年） - 監督・脚本
- みつこと宇宙こぶ（2017年） - 監督・脚本
- SYNCHRONIZER（2017年） - 共同脚本[11]
- 東映 presents HKT48×48人の映画監督たち「ハズレときどき恋」（2017年） - 監督
- 21世紀の女の子「Mirror」（2019年） - 監督・脚本
- ANA オリジナルショートムービー 星の都 第3弾「再見」（2020年） - 監督・共同脚本

### テレビドラマ
- シェアするラ！インスタントラーメンアレンジ部はじめました。（2022年4月7日 - 、BS-TBS）[12]